# Miloš Krejcar
Miloš Krejcar (1. září 1922 – ?) byl český a československý politik, po sametové revoluci poslanec Sněmovny lidu Federálního shromáždění za HSD-SMS.

## Biografie
Ve volbách roku 1990 byl zvolen za HSD-SMS do Sněmovny lidu (volební obvod Jihomoravský kraj). Hnutí HSD-SMS na jaře 1991 prošlo rozkolem, po němž se poslanecký klub rozpadl na dvě samostatné skupiny. Miloš Krejcar pak v květnu 1991 přestoupil do klubu Hnutí za samosprávnou demokracii – Společnost pro Moravu a Slezsko 1. Ve Federálním shromáždění setrval do voleb roku 1992.
V debatách o nové ústavě ČSFR přednesl v připomínkovém řízení návrh, aby do ústavy bylo začleněno coby základní lidské právo právo na plánované rodičovství. Návrh ale nebyl přijat.
Jistý Miloš Krejcar se uvádí jako absolvent Lékařské fakulty Masarykovy univerzity v roce 1950.